# Jean La Rode
Charles Mathias Weimann, connu en théâtre sous le pseudonyme de Jean La Rode et comme polémiste sous celui de Matyas Vallady, né à Mulhouse le 5 août 1853 et mort à Walincourt le 9 janvier 1922, est un auteur dramatique et écrivain français.

## Biographie
Ancien élève de l’École normale supérieure, Charles Weimann écrit sous des pseudonymes. En 1918 son ouvrage France et Allemagne. Les deux races obtient le Prix Montyon.

## Œuvres
Théâtre
- 1892 : Le IX Thermidor, drame en 5 actes et 6 tableaux, avec Georges Rolle, Théâtre des Bouffes du Nord, 30 avril
- 1892 : Marie Lafond, drame en trois actes, Théâtre Moderne, 7 mai
- 1898 : L'Incendie de Rome, drame historique en 5 actes et 8 tableaux, avec Armand Ehraïm
- 1899 : La Légion étrangère, drame en 5 actes et 7 tableaux, avec Alévy, Théâtre de l'Ambigu-Comique, 10 mai
- 1900 : Le Château rouge !, ronde, paroles de Jean La Rode et Alévy, musique de Alphonse Herman
- 1907 : Madame la Douène (Dr Schmuggler), théâtre Déjazet, 10 avril

Autres
- 1886 : Filles d'Allemagne
- 1918 : France et Allemagne : Les deux races